# 勒弗雷蒂
勒弗雷蒂（法語：Le Fréty，法語發音：[lə fʁeti]）是法国大東部大區阿登省的一个市镇，属于沙勒维尔-梅济耶尔区。

## 地理
勒弗雷蒂（49°44'21"N, 4°16'56"E）面积7.09 平方千米，位于法国大東部大區阿登省，该省份为法国北部内陆省份，西接埃纳省，南至马恩省，东临默兹省，北与比利时接壤。
与勒弗雷蒂接壤的市镇（或旧市镇、城区）包括：雷西尼、布朗什福斯和拜、拉费雷、罗基尼、圣让欧布瓦。
勒弗雷蒂的时区为UTC+01:00、UTC+02:00（夏令时）。

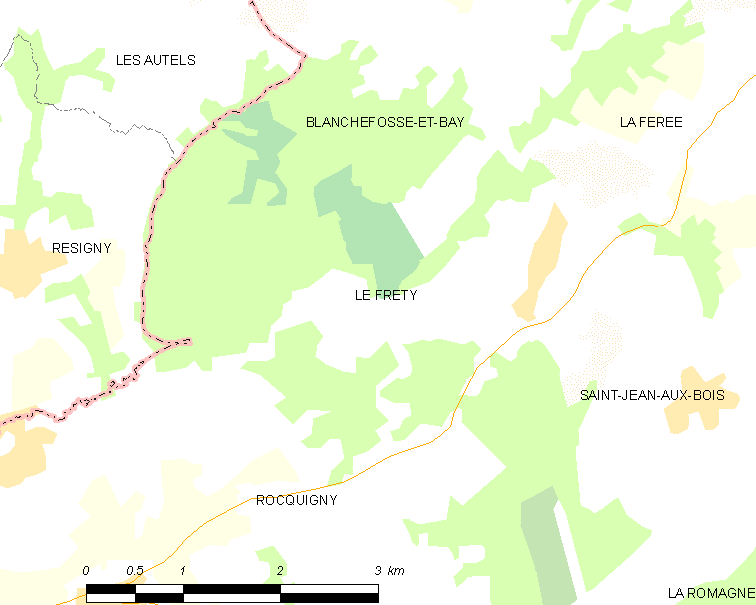
勒弗雷蒂的OSM定位图

## 行政
勒弗雷蒂的邮政编码为08290，INSEE市镇编码为08182。

## 政治
勒弗雷蒂所属的省级选区为锡尼拉拜县。

## 人口

1962-2008年间勒弗雷蒂人口变化图示

勒弗雷蒂于2022年1月1日时的人口数量为61人。